# Ribadedeva
Ribadedeva (in castigliano) o Ribedeva (in asturiano) è un comune spagnolo di 1 806 abitanti situato nella comunità autonoma delle Asturie.